# Szent arkangyalok fatemplom (Gyálakuta)
A gyálakutai Szent arkangyalok fatemplom műemlékké nyilvánított épület volt Romániában, Hunyad megyében. A romániai műemlékek jegyzékében a  HD-II-m-A-03319 sorszámon szerepel. 2012. március 19-én a templom teljesen leégett.

## Képek a tűzvész után

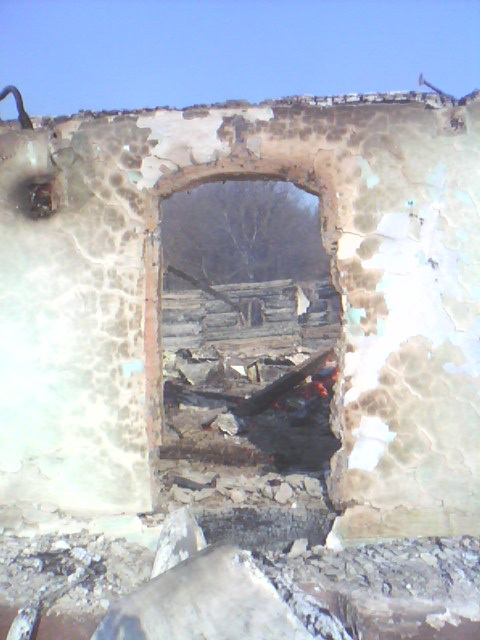
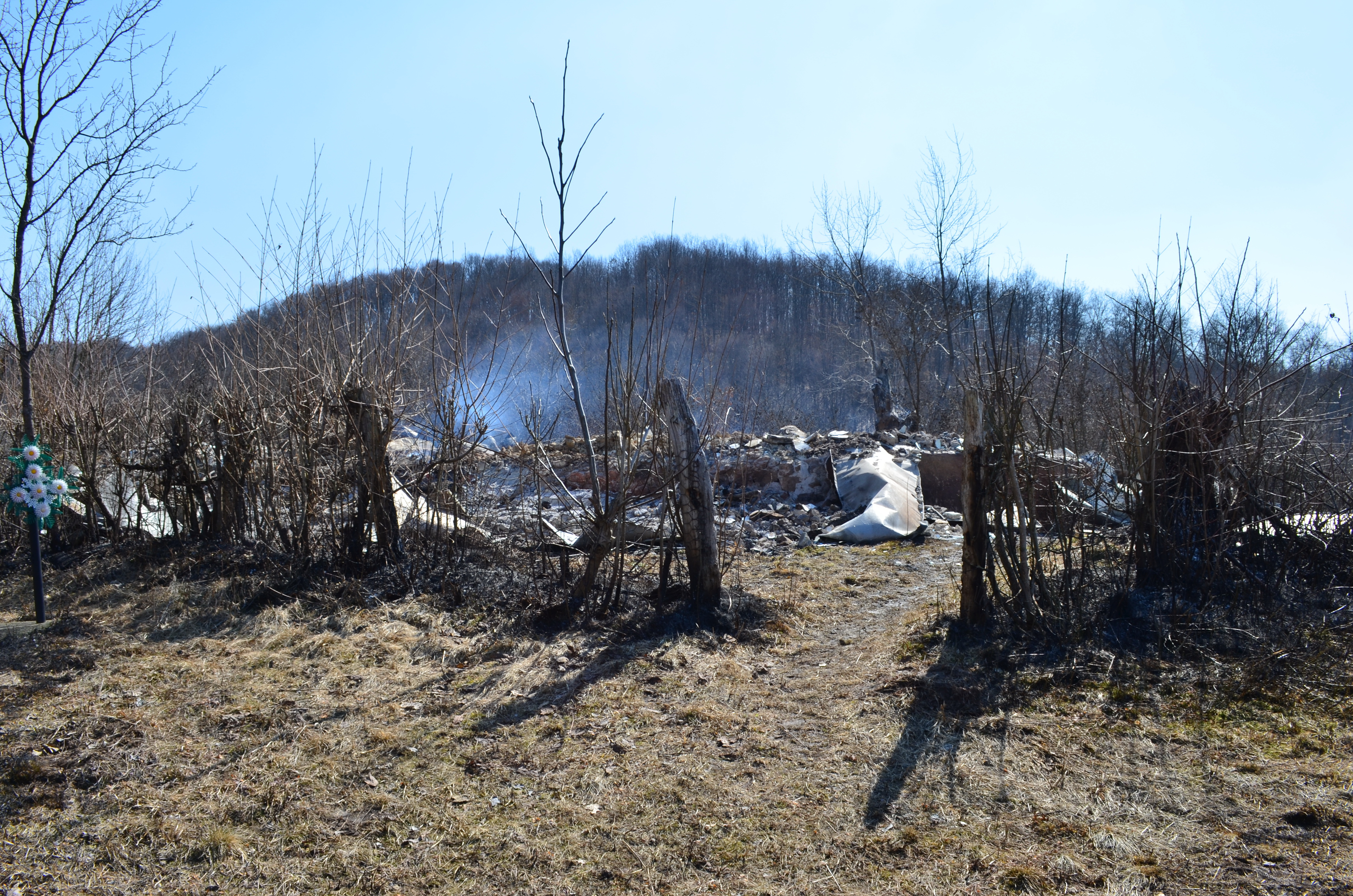
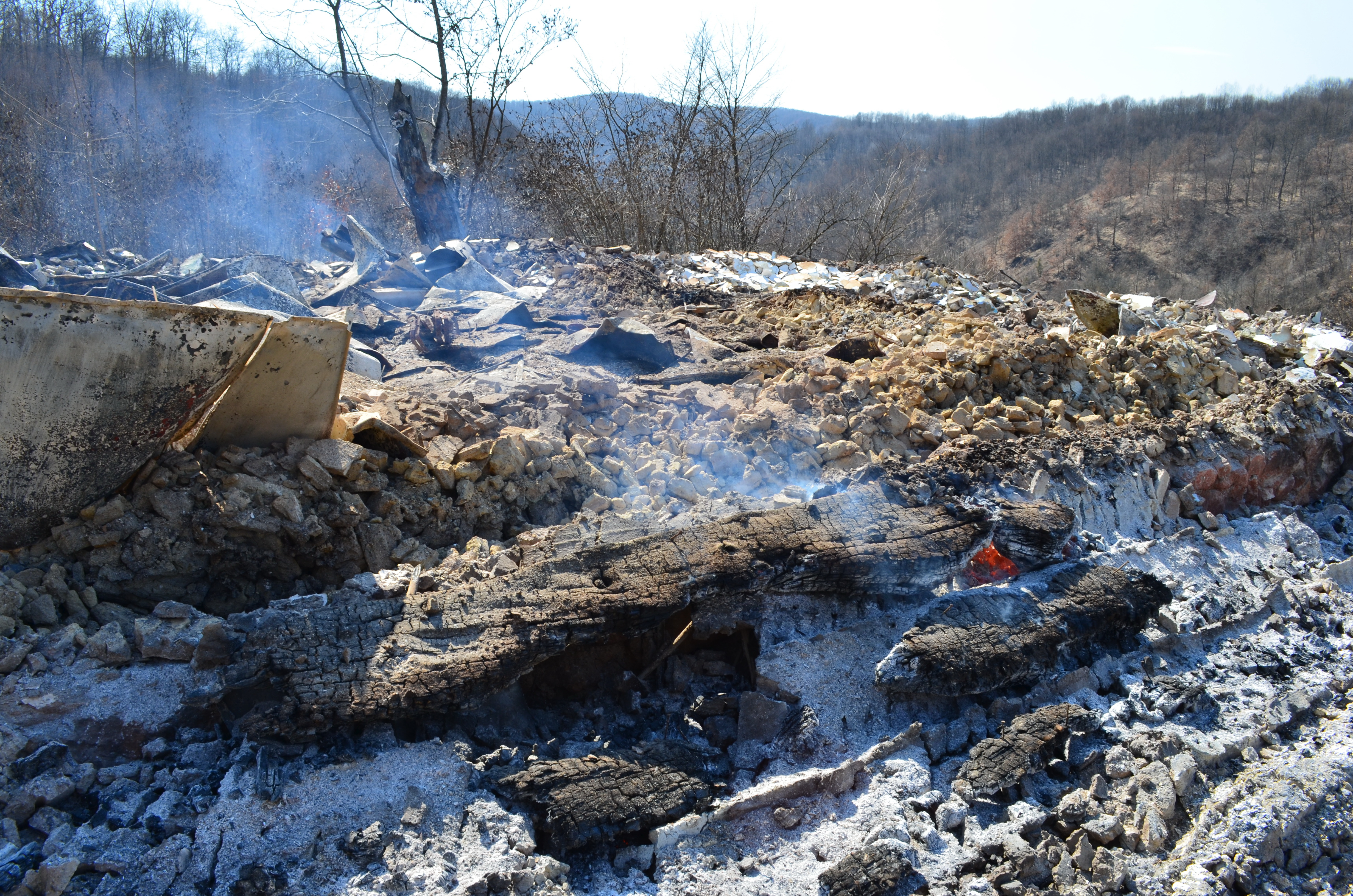